# La Rebelión
"La Rebelión" es una canción de salsa escrita e interpretada por el cantante colombiano Joe Arroyo. La canción narra la historia de una pareja africana, esclavos de un español en Cartagena, Colombia, en el siglo XVII, cuyo dueño abusa de la mujer, lo que provoca que el esposo la vengue, iniciando una rebelión. La grabación contó con un solo de piano de Chelito De Castro. La canción fue un éxito internacional. La canción se convirtió en un himno de orgullo para los negros en América Latina.
La canción ha sido incluida en varias listas de las mejores canciones colombianas de todos los tiempos:
- Viva Music Colombia clasificó la canción en el puesto número 1 en su lista de las 100 canciones colombianas más importantes de todos los tiempos.[5]

- Fue seleccionada por Hip Latina en 2017 como una de las "13 canciones de la vieja escuela que todo colombiano creció escuchando"; allí fue elogiada por su poderosa letra y descrita como "una de esas canciones de 'aguanta mi trago, voy a bailar'." [6]

- En su lista de las 50 mejores canciones colombianas de todos los tiempos, El Tiempo, el periódico de mayor circulación en Colombia, ubicó la canción en el puesto número 43. [7]

- Billboard la incluyó en la lista de "15 mejores canciones de salsa de la historia" en 2018 [8]

Fue versionada por J Balvin en 2019 para un comercial de televisión de Cerveza Águila.